# Peter Klashorst
Peter Klashorst (hay còn gọi là Peter van de Klashorst) (sinh ngày 11 tháng 2 năm 1957 tại Santpoort, Hà Lan) là một họa sĩ, nhà điêu khắc, và nhiếp ảnh gia người Hà Lan.

## Tiểu sử
Từ năm 1976 đến năm 1981, ông theo học Học viện Gerrit Rietveld tại Amsterdam. Năm 1983, một bức tranh của ông đã được trao giải thưởng Hoàng gia cho bức tranh vẽ tự do.
Năm 1987, ông tham gia After Nature của các nghệ sĩ ở Amsterdam, phản đối chủ nghĩa biểu hiện trừu tượng đang thịnh hành. Năm 1995, nhóm After Nature tan rã.
Tác phẩm của ông King Klashorst được xuất bản năm 2003. Đến 2011, cuốn tự truyện Kunstkannibaal của ông được xuất bản với nhiều sự chú ý của truyền thông.
Một cuộc triển lãm tổ chức vào đầu năm 2011 tại Bảo tàng Tuol Sleng ở Phnôm Pênh, Campuchia. Klashorst đã vẽ các nạn nhân của thời kỳ Khmer Đỏ, những bức chân dung được ông đã xử lý bằng bình xịt. Dự án này được UNESCO hỗ trợ.
Vào tháng 12 năm 2011, Klashorst đã trưng bày loạt ảnh chân dung của ông trong phòng trưng bày Amsterdam Naleye.

## Hoạt động tranh cãi
Klashorst là nghệ sĩ chuyên vẽ các bức tranh và chụp ảnh các phụ nữ, đặc biệt là ảnh khỏa thân. Ông cũng có một người vợ một người con châu Phi. Năm 2000, ông từng gặp rắc rối ở Senegal vì liên quan đến nghệ thuật trong đó ông đã bị nghi ngờ lợi dụng để thực hiện mại dâm, kích động đồi truỵ, và sản xuất các hình ảnh khiêu dâm vì ông đã vẽ phụ nữ địa phương trong tư thế khỏa thân. Với việc hối lộ các quan chức quản lý ông, ông đã được tự do và đã lẻn nhập cảnh vào Gambia. Tuy nhiên ông cũng đã bị chính quyền sở tại trục xuất khỏi Gambia cũng vì các bức tranh khiêu dâm.
Tháng 6 năm 2016, Facebook tạm thời chặn tài khoản Peter Klashorst vì không tuân theo Tuyên bố về Quyền và Trách nhiệm của Facebook. Theo Klashorst, Facebook tìm thấy một trong những bức tranh của ông về tổng thống Mỹ Donald Trump mà bị xem là gây khó chịu và gợi ý việc ông sử dụng các người mẫu vị thành niên cho các tác phẩm của ông.
Năm 2014, ông nhập viện do sức khỏe kém và bị chẩn đoán nhầm mắc HIV

## Giải thưởng
- 1982 Johan en Titia Buning-Brongers Prize
- 1983 Giải thưởng Hoàng gia cho Hội họa Tự do (Royal Prize for Free Painting (Hà Lan))

## Một số tác phẩm

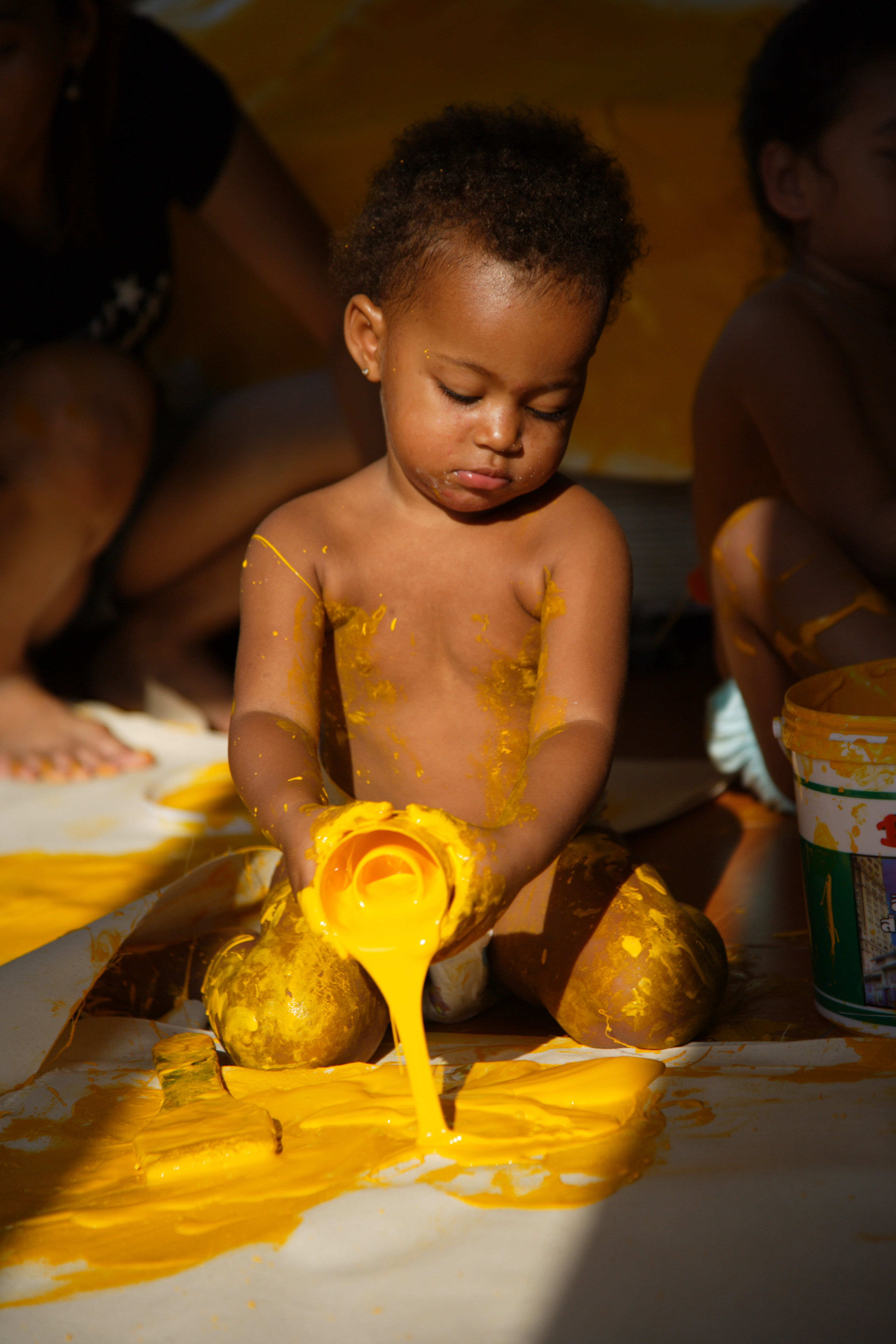
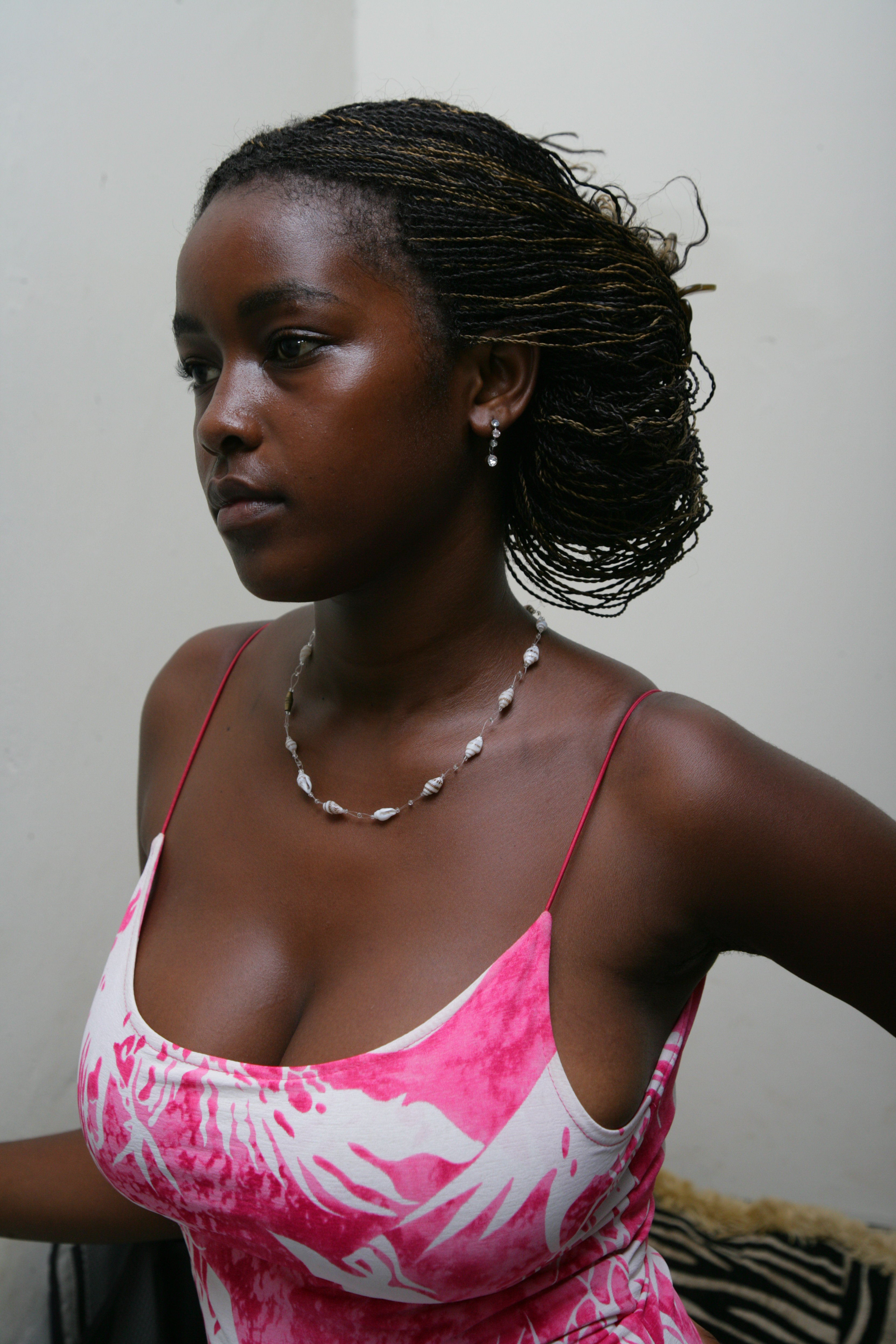
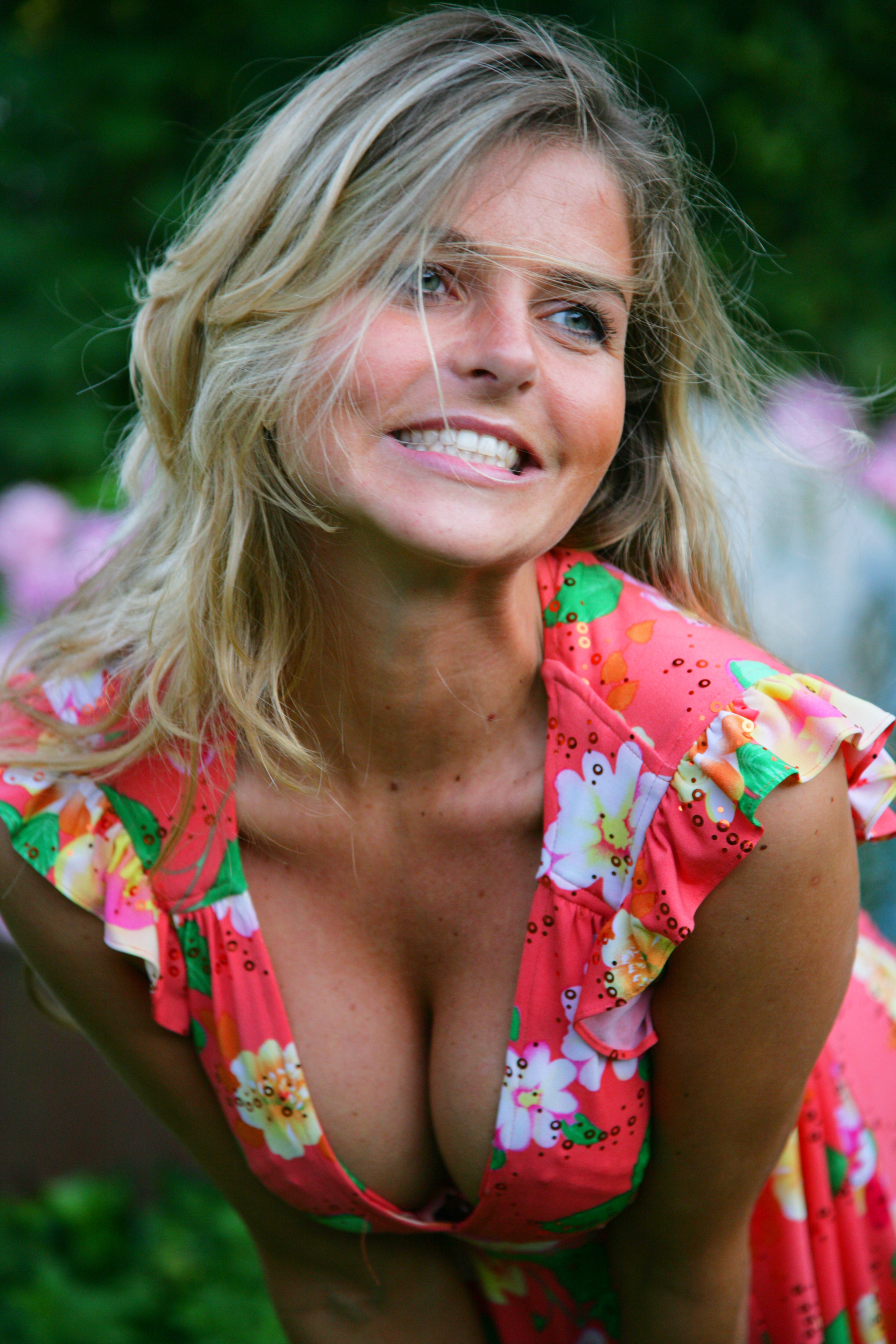
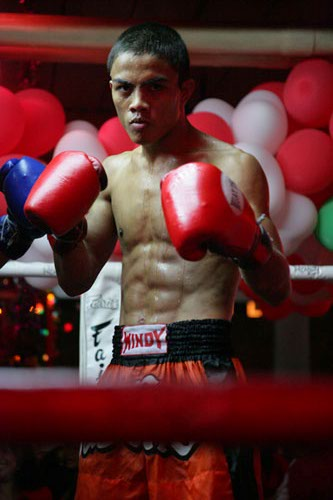
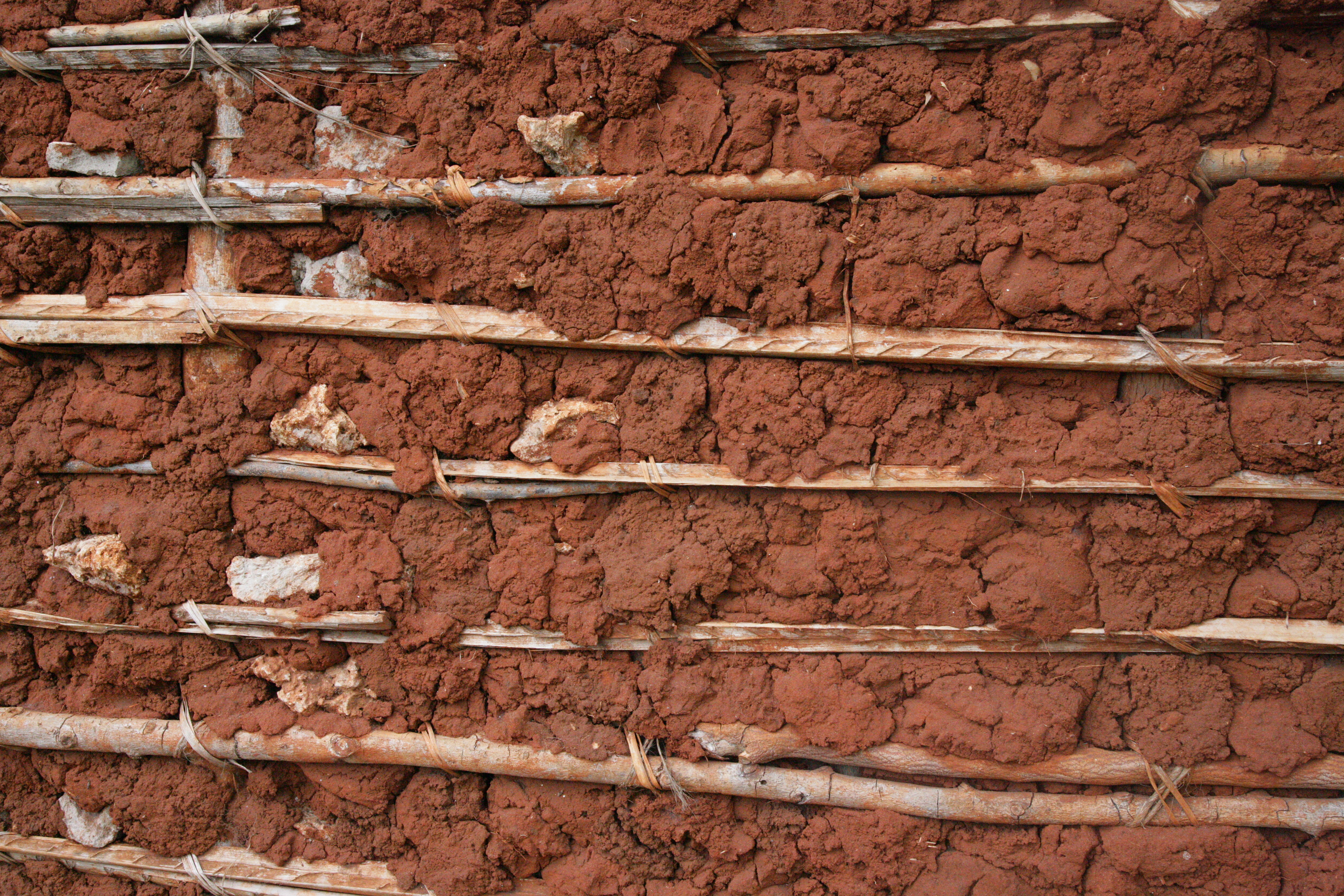
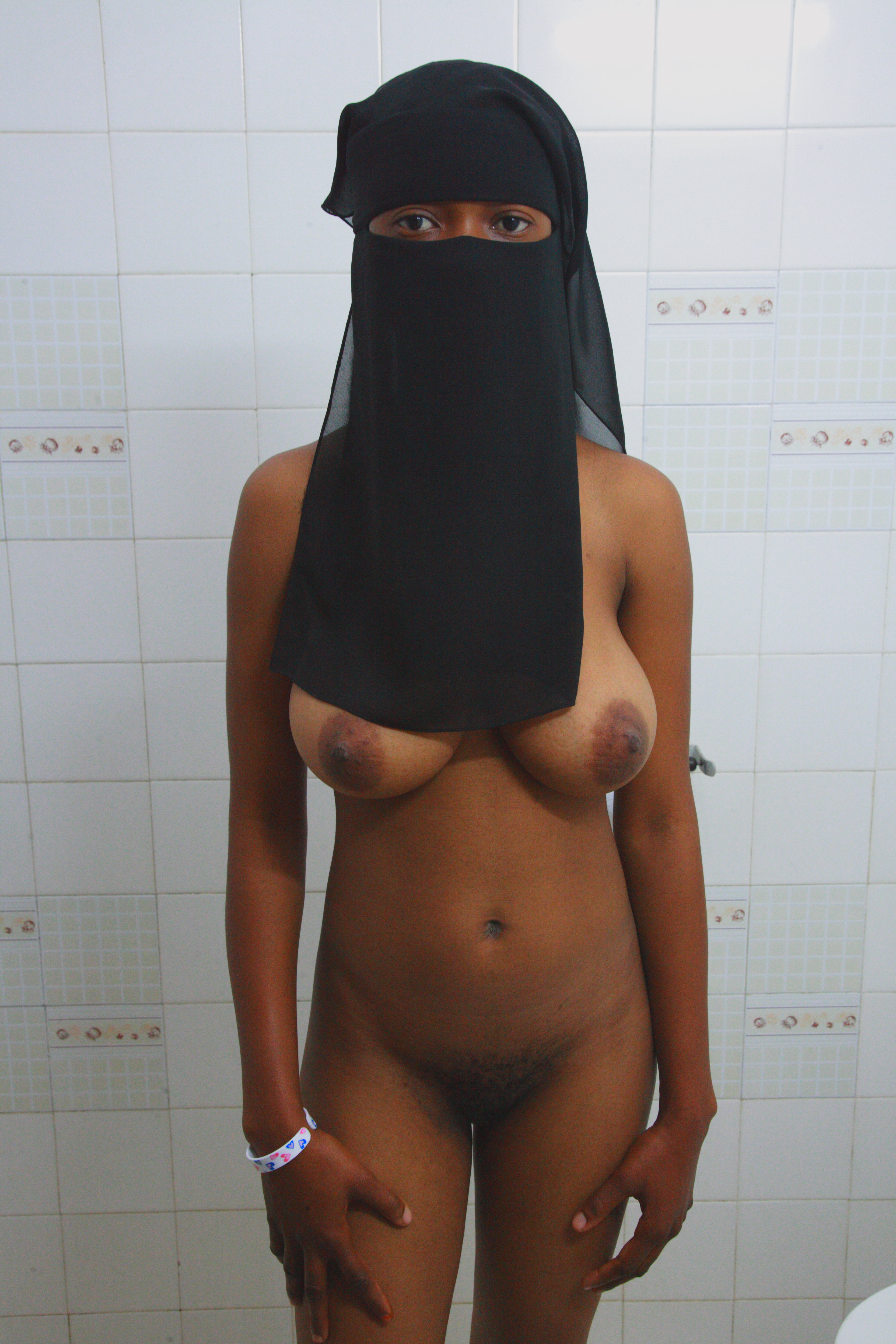
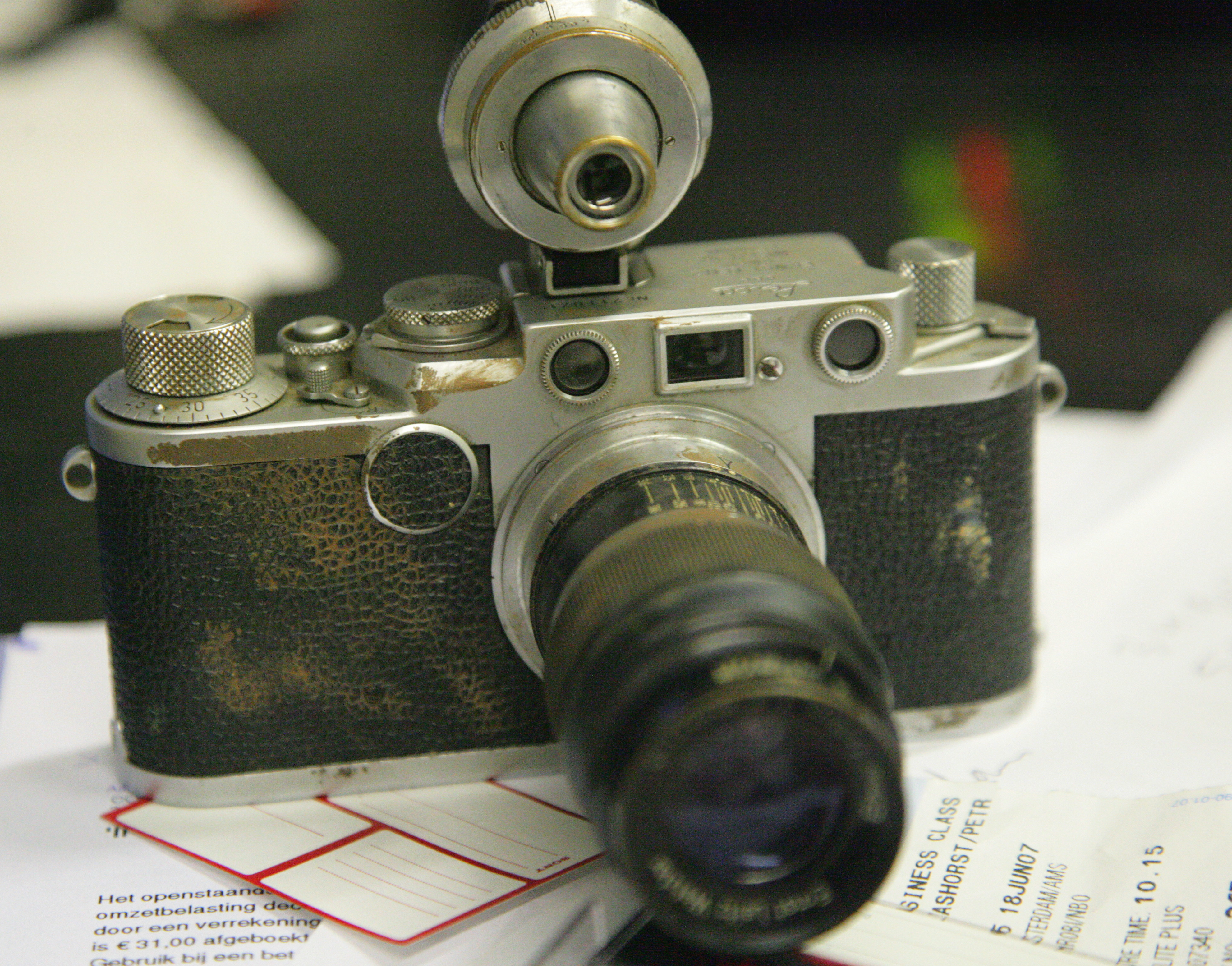
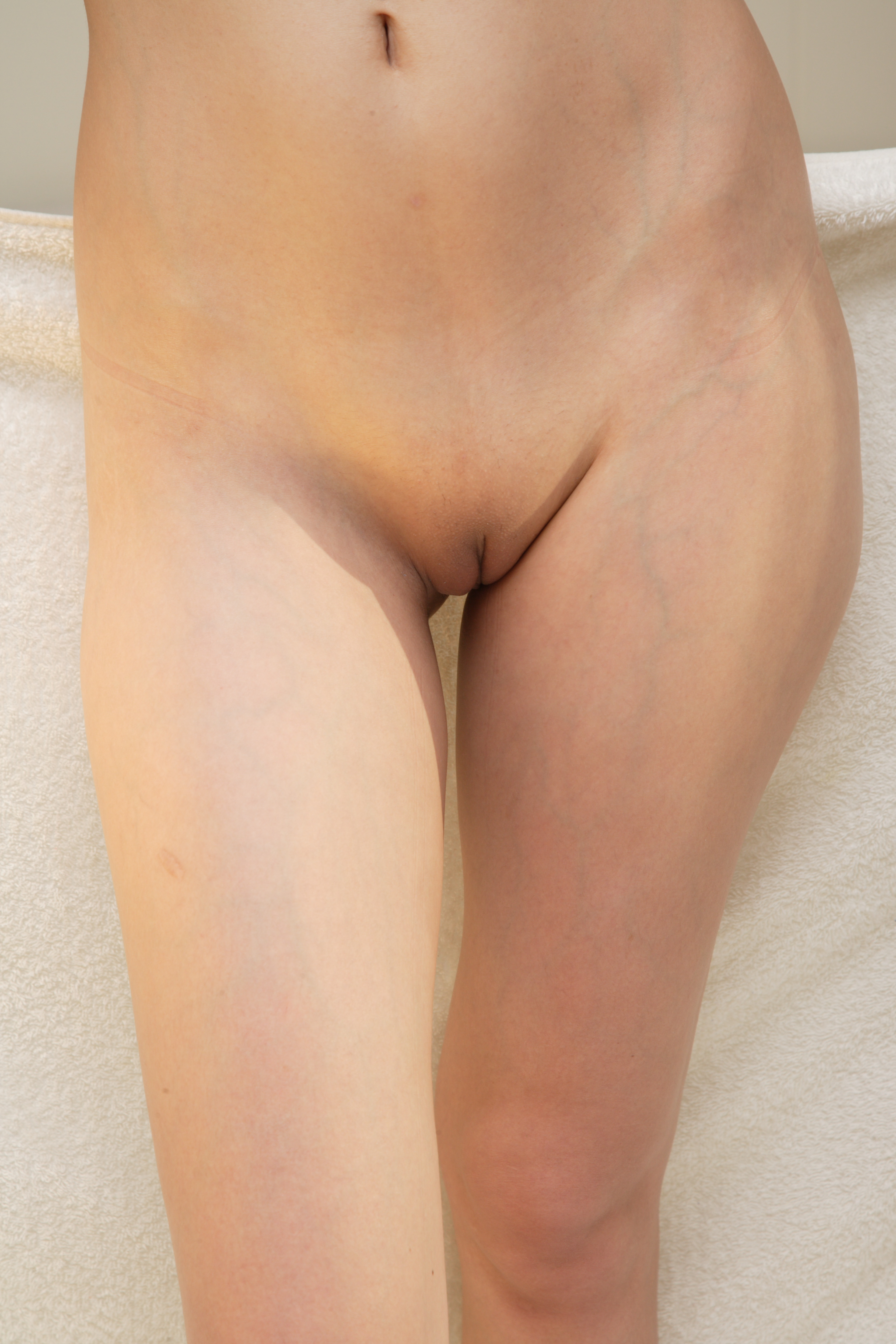
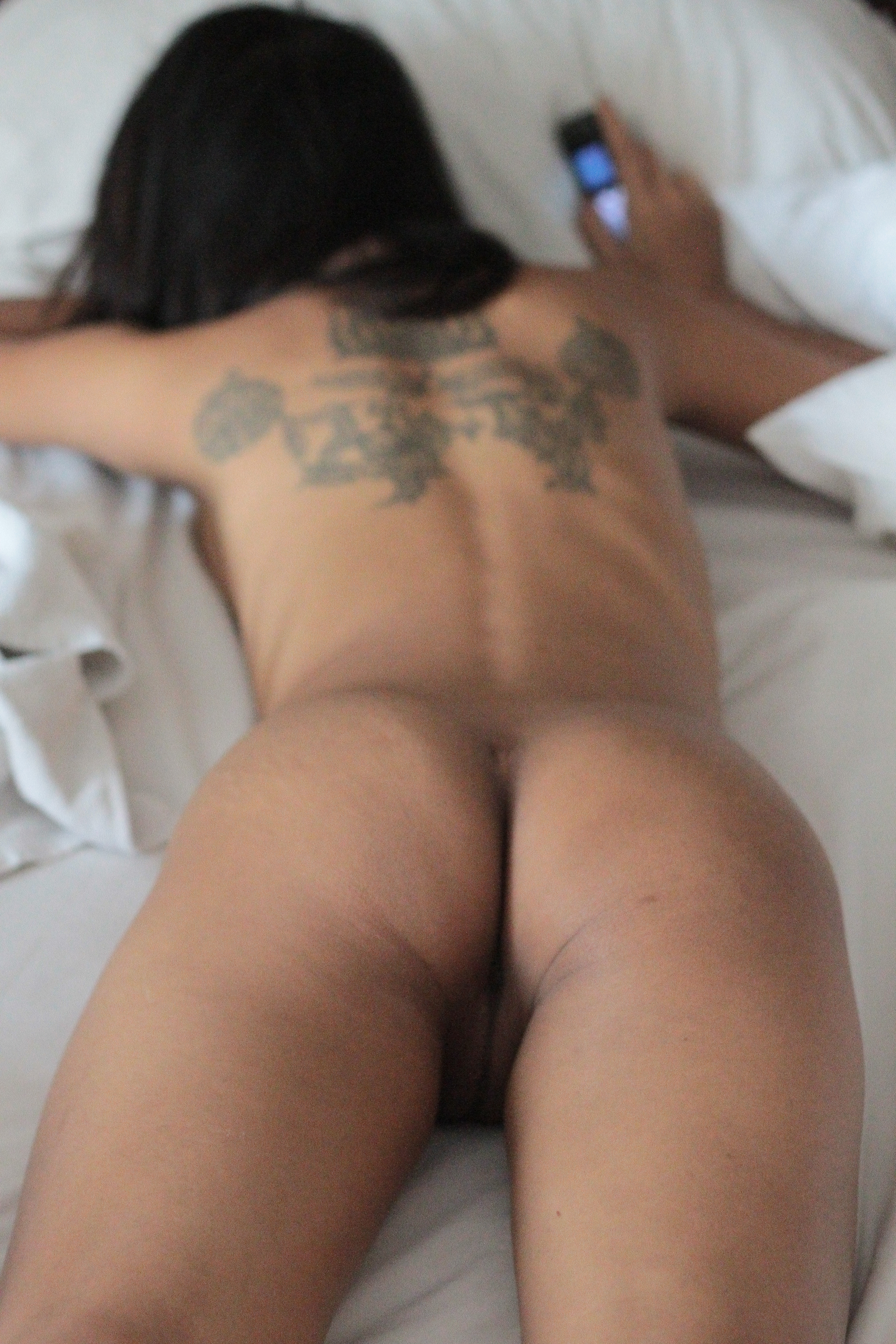
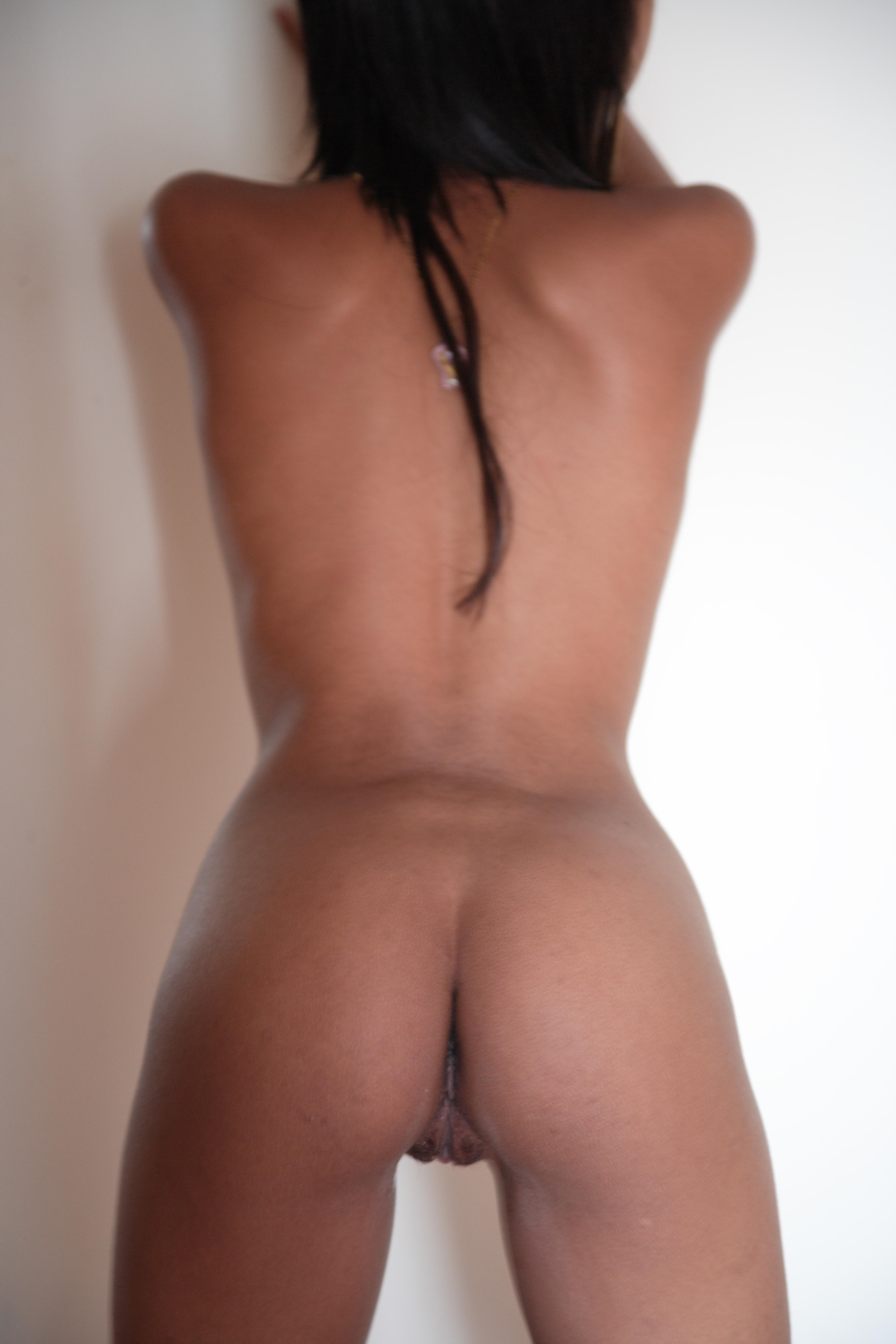
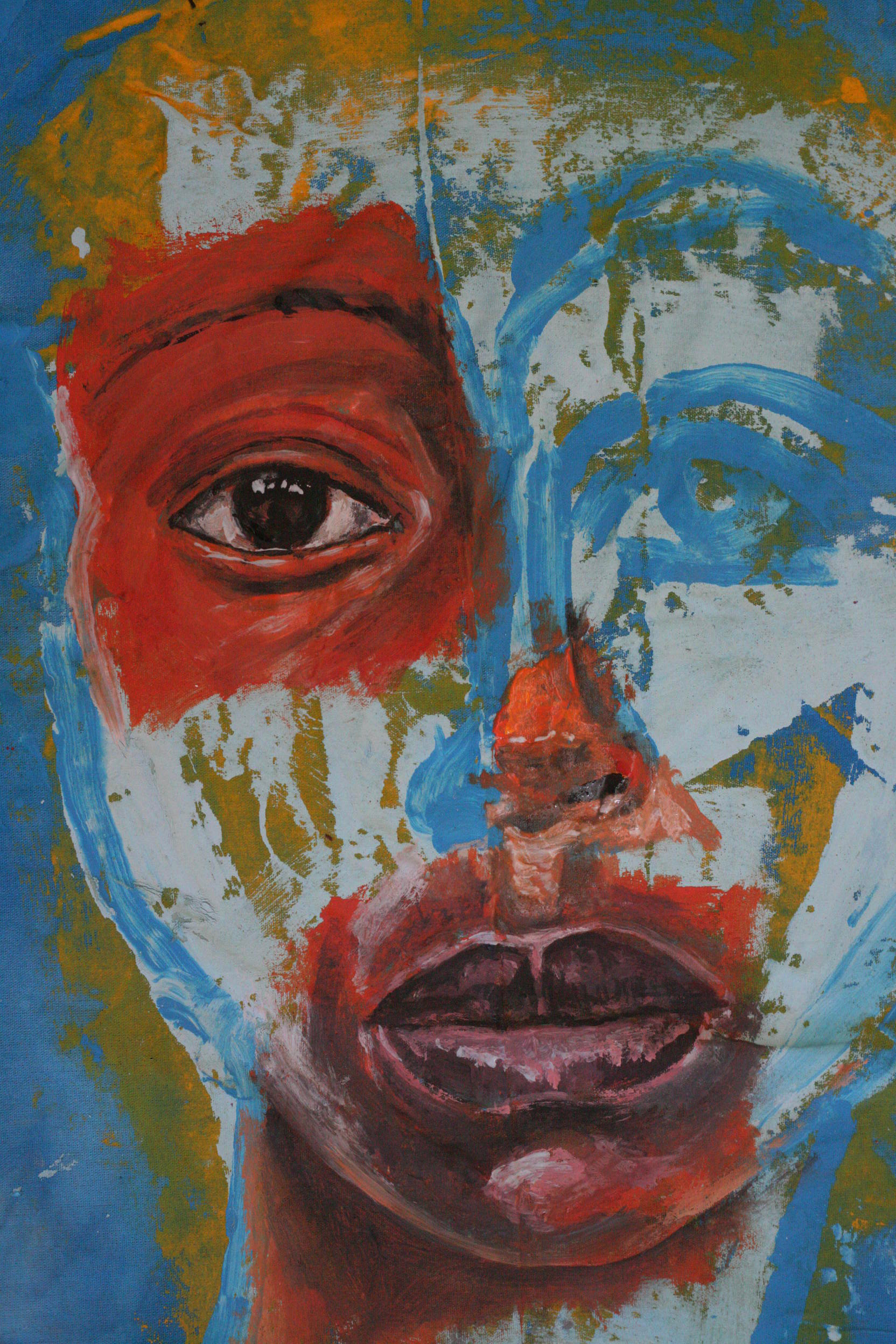
Enigma
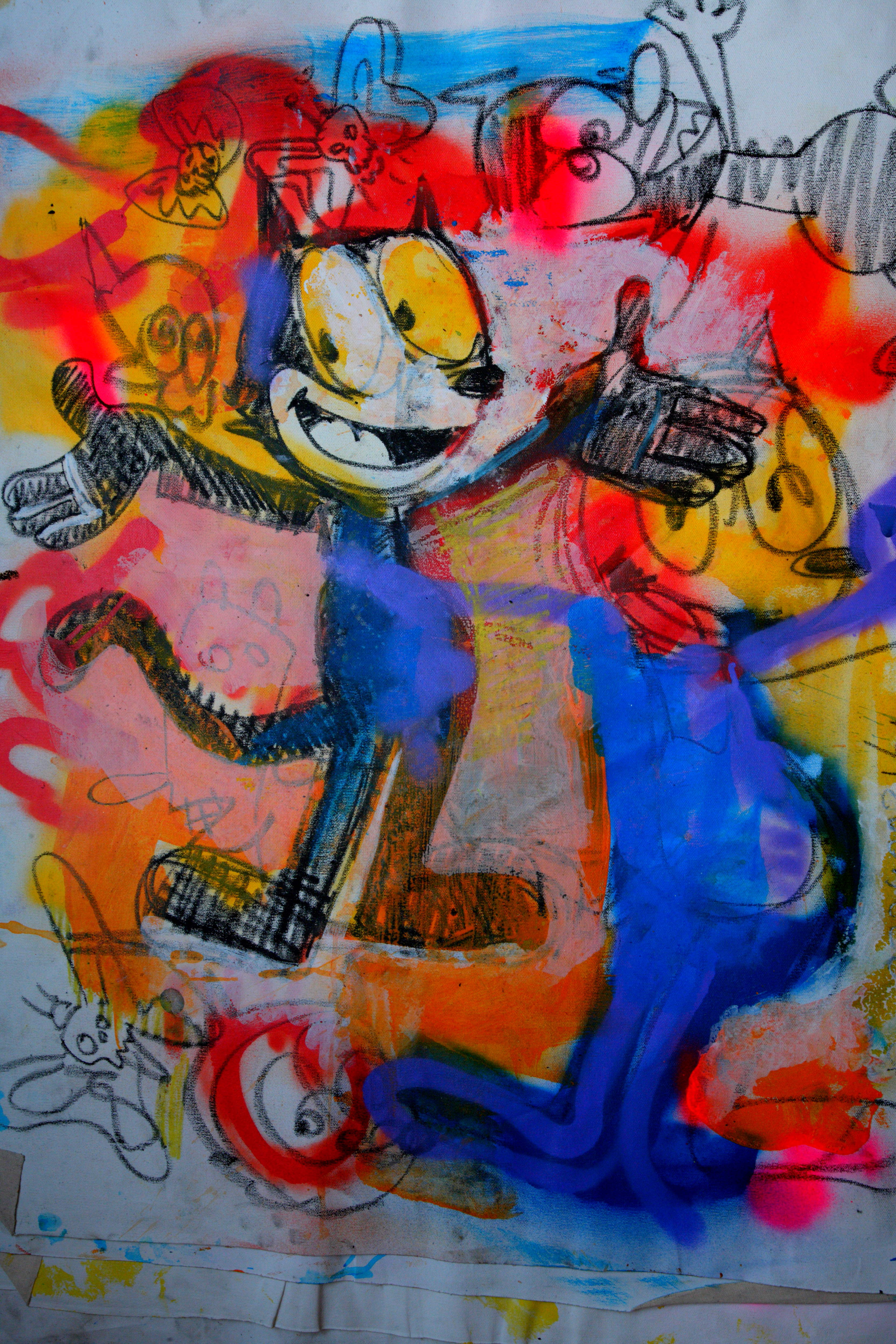
Felix
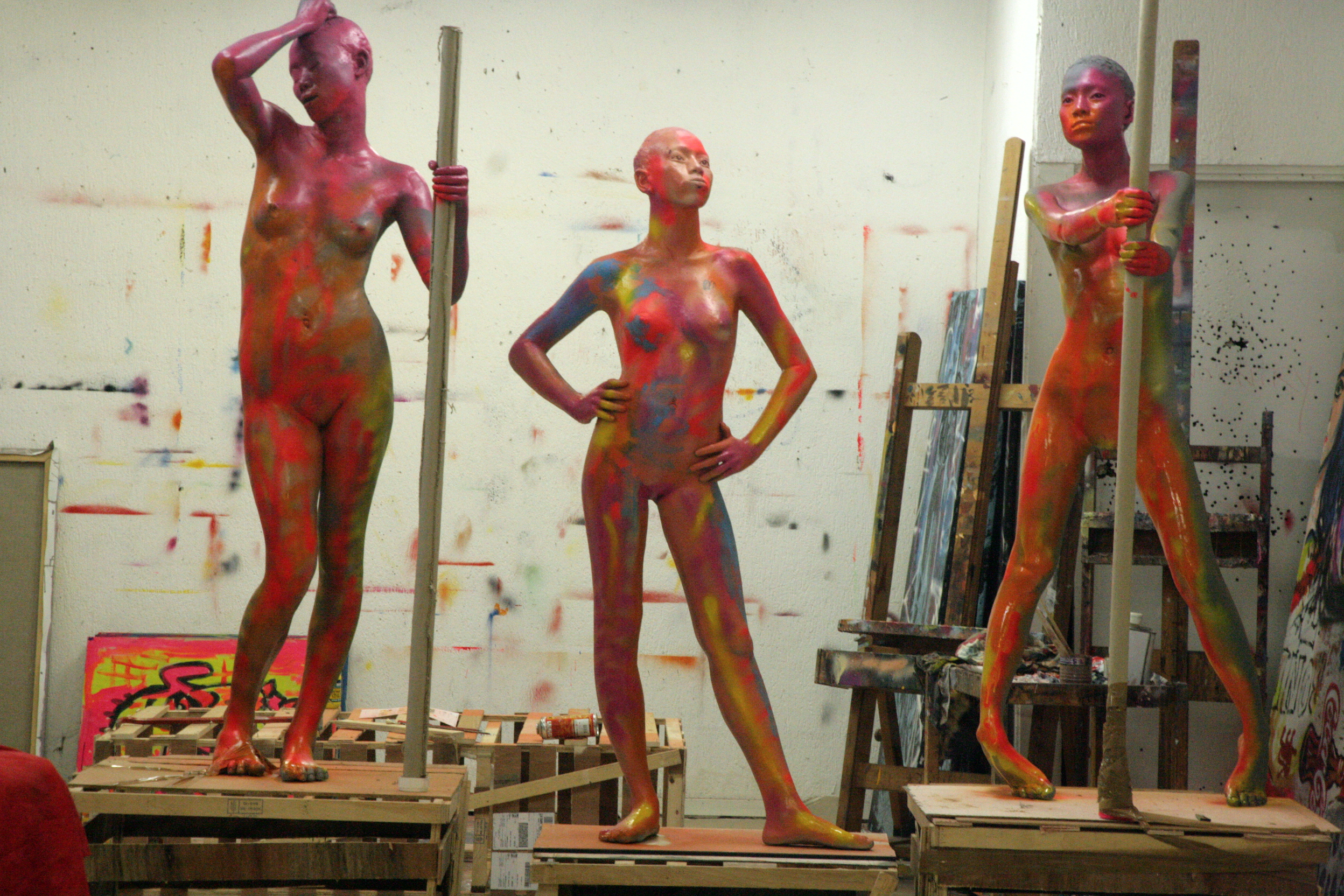
Heaven above